# 飛び出せ!科学くん
『飛び出せ!科学くん』（とびだせかがくくん）は、TBS系列で2009年4月6日から2011年9月24日まで放送された科学をテーマにした教養・バラエティ番組である。ハイビジョン制作。放送時間は毎週土曜日19:00 - 19:56。（JST）。
番組開始時は吉崎金門海峡枠である月曜日の23:30 - 23:55で放送されていて、いわゆる深夜番組の部類に入っていたが、中部日本放送では、2009年6月5日より金曜10:55 - 11:20に「もっと知りたい飛び出せ!科学くん」として再放送も行っていた。ほかの系列局でもデイタイム（10:00 - 18:00）に再放送する場合があり、TBSも2009年10月11日の特番（後述）の宣伝もかねて、前日の10日14:00から2時間の枠で過去に放送した4回分の再放送を実施した。
2010年4月、直前番組『NEWS23（第1期）』の枠拡大に伴い、同番組は2010年4月10日から毎週土曜19時台に枠移動して1時間番組として衣替えを行なった。吉崎金門海峡の番組としては唯一のゴールデンタイム進出となる。曜日移動後の初回は2時間スペシャルで放送。

## 概要
動物から自然、科学、歴史、人体の神秘など地球の“不思議”に迫る知的エンターテインメント。世界各地でロケを実施し、その映像をもとにスタジオでトーク等を行う。2010年4月まではスタジオ収録は『朝ズバッ!』と同じDスタジオを使用していた。
また、民放連は2010年5月14日に発表した「青少年に見てもらいたい番組」に選定した（ただし、一部ネット局は除く）。
番組本編は19時開始となっているが、TBSと一部の系列局は18:55から2分間のオープニングトークと内容紹介のミニ番組『もうすぐ科学くん』を放送しており、フライングスタート扱いとなっている（このため、19時開始の系列局に配慮して18:55の時点で出演者名のテロップを表示していても、19時以降のスタジオパートで出演者名が表示される）。尚、テレビ情報誌などでは別番組扱いで表記されるが、新聞のテレビ番組表など18:55開始として表記されている場合もある。
ゴールデンタイム移動以降、視聴率はほぼ1桁で推移していた。
レギュラー放送終了後も不定期で特番が放送されており、2013年5月5日には19:00 - 20:54に『飛び出せ!科学くん 巨大!大群!超危険!世界のスゴイ動物映像』が放送された他、2013年9月11日には『水トク!』枠で『飛び出せ!科学くん 大都会東京でまさか!（秘）生物と遭遇緊急SP』がそれぞれ放送された。
2019年2月8日にはBS-TBSで『毛利衛&中川翔子 地球最後の秘境へ!ニッポンの深海大冒険』が放送され当番組で中川がしんかい6500に搭乗し深海へと行った際の映像がそのまま放送された。その際、しんかい6500の船体に描かれた当番組のタイトルロゴや番組キャラクターの「科学くん」もそのまま放送された（ただしナレーションやBGMは新たな物が付けられていた）。

## 出演者

### レギュラー
- 田中直樹（ココリコ）
- 中川翔子
- 科学くん（番組キャラクターである『歩く人体模型』、2011年3月をもって出演は無かったが、最終回には登場した）

- 中村優一（2010年4月期より、同年10月頃まで）
- ゴリ（ガレッジセール）（2010年4月期より）
- ほっしゃん。 - 危険生物担当
- ライセンス（藤原一裕・井本貴史）
- 柳原可奈子（2010年4月期より）

- 大塚明夫（ナレーション）
- 三石琴乃（ナレーション、2010年4月期より）
- 藤原啓治（ナレーション、2011年1月期より）

### 常連ゲスト
- 田村亮（ロンドンブーツ1号2号）
- 川田広樹（ガレッジセール）
- バナナマン（設楽統・日村勇紀）
- オードリー（若林正恭・春日俊彰）
- ハライチ（澤部佑・岩井勇気）

### 研究者
- 川田伸一郎（動物学者、国立科学博物館動物研究部研究員）

## 主な企画・コーナー
- 博物館ツアーズ
- それゆけ!実験くん
- 科学くんのお友達 IN THE WORLD
- 風船カメラで青い地球を撮る
- 東京に潜む生物大調査
- 立ち入り禁止研究所見学ツアーズ
- くらべる大図鑑
- 良い子はマネしちゃいけない科学実験
- 飛び出せ!工場探偵
- 日本の良いところ再発見プロジェクト
- バッカルコーン大図鑑

## ネット局

### ゴールデン時代
| 放送対象地域   | 放送局                   | 系列    | 放送日時                 |
| -------------- | ------------------------ | ------- | ------------------------ |
| 関東広域圏     | TBSテレビ (TBS)          | TBS系列 | 土曜 19時00分 - 19時56分 |
| 北海道         | 北海道放送 (HBC)         | TBS系列 | 土曜 19時00分 - 19時56分 |
| 青森県         | 青森テレビ (ATV)         | TBS系列 | 土曜 19時00分 - 19時56分 |
| 岩手県         | IBC岩手放送 (IBC)        | TBS系列 | 土曜 19時00分 - 19時56分 |
| 宮城県         | 東北放送 (TBC)           | TBS系列 | 土曜 19時00分 - 19時56分 |
| 山形県         | テレビユー山形 (TUY)     | TBS系列 | 土曜 19時00分 - 19時56分 |
| 福島県         | テレビユー福島 (TUF)     | TBS系列 | 土曜 19時00分 - 19時56分 |
| 山梨県         | テレビ山梨 (UTY)         | TBS系列 | 土曜 19時00分 - 19時56分 |
| 新潟県         | 新潟放送 (BSN)           | TBS系列 | 土曜 19時00分 - 19時56分 |
| 長野県         | 信越放送 (SBC)           | TBS系列 | 土曜 19時00分 - 19時56分 |
| 静岡県         | 静岡放送 (SBS)           | TBS系列 | 土曜 19時00分 - 19時56分 |
| 富山県         | チューリップテレビ (TUT) | TBS系列 | 土曜 19時00分 - 19時56分 |
| 石川県         | 北陸放送 (MRO)           | TBS系列 | 土曜 19時00分 - 19時56分 |
| 中京広域圏     | 中部日本放送 (CBC)       | TBS系列 | 土曜 19時00分 - 19時56分 |
| 近畿広域圏     | 毎日放送 (MBS)           | TBS系列 | 土曜 19時00分 - 19時56分 |
| 鳥取県・島根県 | 山陰放送 (BSS)           | TBS系列 | 土曜 19時00分 - 19時56分 |
| 岡山県・香川県 | 山陽放送 (RSK)           | TBS系列 | 土曜 19時00分 - 19時56分 |
| 広島県         | 中国放送 (RCC)           | TBS系列 | 土曜 19時00分 - 19時56分 |
| 山口県         | テレビ山口 (tys)         | TBS系列 | 土曜 19時00分 - 19時56分 |
| 愛媛県         | あいテレビ (ITV)         | TBS系列 | 土曜 19時00分 - 19時56分 |
| 高知県         | テレビ高知 (KUTV)        | TBS系列 | 土曜 19時00分 - 19時56分 |
| 福岡県         | RKB毎日放送(RKB)         | TBS系列 | 土曜 19時00分 - 19時56分 |
| 長崎県         | 長崎放送 (NBC)           | TBS系列 | 土曜 19時00分 - 19時56分 |
| 熊本県         | 熊本放送 (RKK)           | TBS系列 | 土曜 19時00分 - 19時56分 |
| 大分県         | 大分放送 (OBS)           | TBS系列 | 土曜 19時00分 - 19時56分 |
| 宮崎県         | 宮崎放送 (MRT)           | TBS系列 | 土曜 19時00分 - 19時56分 |
| 鹿児島県       | 南日本放送 (MBC)         | TBS系列 | 土曜 19時00分 - 19時56分 |
| 沖縄県         | 琉球放送 (RBC)           | TBS系列 | 土曜 19時00分 - 19時56分 |

### 特番化後

#### 飛び出せ!科学くん 巨大!大群!超危険!世界のスゴイ動物映像
| 放送対象地域   | 放送局                   | 系列    | 放送日       | 放送時間                 |
| -------------- | ------------------------ | ------- | ------------ | ------------------------ |
| 関東広域圏     | TBSテレビ (TBS)          | TBS系列 | 2013年5月5日 | 日曜 19時00分 - 20時54分 |
| 北海道         | 北海道放送 (HBC)         | TBS系列 | 2013年5月5日 | 日曜 19時00分 - 20時54分 |
| 青森県         | 青森テレビ (ATV)         | TBS系列 | 2013年5月5日 | 日曜 19時00分 - 20時54分 |
| 岩手県         | IBC岩手放送 (IBC)        | TBS系列 | 2013年5月5日 | 日曜 19時00分 - 20時54分 |
| 宮城県         | 東北放送 (TBC)           | TBS系列 | 2013年5月5日 | 日曜 19時00分 - 20時54分 |
| 山形県         | テレビユー山形 (TUY)     | TBS系列 | 2013年5月5日 | 日曜 19時00分 - 20時54分 |
| 福島県         | テレビユー福島 (TUF)     | TBS系列 | 2013年5月5日 | 日曜 19時00分 - 20時54分 |
| 山梨県         | テレビ山梨 (UTY)         | TBS系列 | 2013年5月5日 | 日曜 19時00分 - 20時54分 |
| 新潟県         | 新潟放送 (BSN)           | TBS系列 | 2013年5月5日 | 日曜 19時00分 - 20時54分 |
| 長野県         | 信越放送 (SBC)           | TBS系列 | 2013年5月5日 | 日曜 19時00分 - 20時54分 |
| 静岡県         | 静岡放送 (SBS)           | TBS系列 | 2013年5月5日 | 日曜 19時00分 - 20時54分 |
| 富山県         | チューリップテレビ (TUT) | TBS系列 | 2013年5月5日 | 日曜 19時00分 - 20時54分 |
| 石川県         | 北陸放送 (MRO)           | TBS系列 | 2013年5月5日 | 日曜 19時00分 - 20時54分 |
| 中京広域圏     | 中部日本放送 (CBC)       | TBS系列 | 2013年5月5日 | 日曜 19時00分 - 20時54分 |
| 近畿広域圏     | 毎日放送 (MBS)           | TBS系列 | 2013年5月5日 | 日曜 19時00分 - 20時54分 |
| 鳥取県・島根県 | 山陰放送 (BSS)           | TBS系列 | 2013年5月5日 | 日曜 19時00分 - 20時54分 |
| 岡山県・香川県 | 山陽放送 (RSK)           | TBS系列 | 2013年5月5日 | 日曜 19時00分 - 20時54分 |
| 広島県         | 中国放送 (RCC)           | TBS系列 | 2013年5月5日 | 日曜 19時00分 - 20時54分 |
| 山口県         | テレビ山口 (tys)         | TBS系列 | 2013年5月5日 | 日曜 19時00分 - 20時54分 |
| 愛媛県         | あいテレビ (ITV)         | TBS系列 | 2013年5月5日 | 日曜 19時00分 - 20時54分 |
| 高知県         | テレビ高知 (KUTV)        | TBS系列 | 2013年5月5日 | 日曜 19時00分 - 20時54分 |
| 福岡県         | RKB毎日放送(RKB)         | TBS系列 | 2013年5月5日 | 日曜 19時00分 - 20時54分 |
| 長崎県         | 長崎放送 (NBC)           | TBS系列 | 2013年5月5日 | 日曜 19時00分 - 20時54分 |
| 熊本県         | 熊本放送 (RKK)           | TBS系列 | 2013年5月5日 | 日曜 19時00分 - 20時54分 |
| 大分県         | 大分放送 (OBS)           | TBS系列 | 2013年5月5日 | 日曜 19時00分 - 20時54分 |
| 宮崎県         | 宮崎放送 (MRT)           | TBS系列 | 2013年5月5日 | 日曜 19時00分 - 20時54分 |
| 鹿児島県       | 南日本放送 (MBC)         | TBS系列 | 2013年5月5日 | 日曜 19時00分 - 20時54分 |
| 沖縄県         | 琉球放送 (RBC)           | TBS系列 | 2013年5月5日 | 日曜 19時00分 - 20時54分 |

#### 飛び出せ!科学くん 大都会東京でまさか!（秘）生物と遭遇緊急SP
| 放送対象地域 | 放送局                   | 系列    | 放送日        | 放送時間                 | 備考       |
| ------------ | ------------------------ | ------- | ------------- | ------------------------ | ---------- |
| 関東広域圏   | TBSテレビ (TBS)          | TBS系列 | 2013年9月11日 | 水曜 19時00分 - 20時54分 | 製作局     |
| 岩手県       | IBC岩手放送 (IBC)        | TBS系列 | 2013年9月11日 | 水曜 19時00分 - 20時54分 | 同時ネット |
| 宮城県       | 東北放送 (TBC)           | TBS系列 | 2013年9月11日 | 水曜 19時00分 - 20時54分 | 同時ネット |
| 山形県       | テレビユー山形 (TUY)     | TBS系列 | 2013年9月11日 | 水曜 19時00分 - 20時54分 | 同時ネット |
| 福島県       | テレビユー福島 (TUF)     | TBS系列 | 2013年9月11日 | 水曜 19時00分 - 20時54分 | 同時ネット |
| 新潟県       | 新潟放送 (BSN)           | TBS系列 | 2013年9月11日 | 水曜 19時00分 - 20時54分 | 同時ネット |
| 静岡県       | 静岡放送 (SBS)           | TBS系列 | 2013年9月11日 | 水曜 19時00分 - 20時54分 | 同時ネット |
| 石川県       | 北陸放送 (MRO)           | TBS系列 | 2013年9月11日 | 水曜 19時00分 - 20時54分 | 同時ネット |
| 中京広域圏   | 中部日本放送 (CBC)       | TBS系列 | 2013年9月11日 | 水曜 19時00分 - 20時54分 | 同時ネット |
| 近畿広域圏   | 毎日放送 (MBS)           | TBS系列 | 2013年9月11日 | 水曜 19時00分 - 20時54分 | 同時ネット |
| 広島県       | 中国放送 (RCC)           | TBS系列 | 2013年9月11日 | 水曜 19時00分 - 20時54分 | 同時ネット |
| 愛媛県       | あいテレビ (ITV)         | TBS系列 | 2013年9月11日 | 水曜 19時00分 - 20時54分 | 同時ネット |
| 長崎県       | 長崎放送 (NBC)           | TBS系列 | 2013年9月11日 | 水曜 19時00分 - 20時54分 | 同時ネット |
| 北海道       | 北海道放送 (HBC)         | TBS系列 | 2013年9月21日 | 土曜 12時09分 - 14時00分 | 10日遅れ   |
| 青森県       | 青森テレビ (ATV)         | TBS系列 | 2013年11月2日 | 土曜 14時00分 - 15時54分 | 52日遅れ   |
| 富山県       | チューリップテレビ (TUT) | TBS系列 | 2014年4月4日  | 金曜 15時00分 - 16時53分 | 7か月遅れ  |

## スタッフ
- 監修：千石正一
- ゼネラルプロデューサー：戸田郁夫
- 構成：シマダ秀樹、今村クニト、武田郁之輔（途中から）、榊暁彦、吉田尚子
- 取材スタッフ
  - 制作協力：イースト・エンタテインメント（2010年8月までがイーストと表記）
  - ディレクター：細田和也、足立原円香
  - カメラ：中島純、望月浩二郎、紀井英俊、楠瀬浩水、西尾明芳、松永拓也、齋藤和彦、八木義晴
  - VE：澁澤良浩、中島知文、佐藤修、磯山正人、佐々木昭喜
  - 水中カメラ：竹内茂、大塚雅美
  - 海外担当AP：横川悦子
- TM：石川博章
- 技術協力：東通
- TD：瀬戸博之
- VE：島貫洋
- カメラ：端坂嘉寛
- 照明：床井弘一
- 音声：高岡崇靖、朝日拓郎
- 美術プロデューサー：西條実
- 美術デザイナー：高松浩則、鈴木直人
- 美術制作：澁谷政史
- 装置：谷平真二、小野寺浩
- 電飾：吉田晃子
- 装飾：後藤千鶴
- 特殊美術：白鳥保夫、前澤まさる
- 衣裳：渥美智恵
- ヘアメイク：石月裕子
- 編集：大岡愛
- MA：右田安昌、芝岡亜紗美
- 選曲効果：江本成治
- TK：長谷川道子
- CG：前川貢、森須裕紀
- 宣伝：磯崎裕啓
- テロップ：佐藤芙美
- AP：会有利、竹内文子
- AD：野添みどり、藤原聖明、長谷部雄人、植田智人、橋本佑季、石井亮 ほか
- 演出補：藤巻圭吾、森実慶太郎
- 制作：笠原啓（途中から）、大木一史
- ディレクター：宮下賢治、黒澤寛、前田泰一郎、黒江達也、三好真依子、倉本拓、山口博之、福岡大司、前田真人、西本篤史、薮崎雅弘、山田昌伸 ほか
- 総合演出：保津章二
- プロデューサー：樋江井彰敏
- 製作著作：TBS

### 過去のスタッフ
- TM：丹野至之
- AD：田村健浩
- 宣伝：橋本浩史、眞鍋武
- リサーチ：加藤孝宏
- VE：小高宏文
- 装置：志岐将行
- 編集：金有那

## 特別番組
- 『飛び出せ!科学くん地球大探検SP』（2009年3月30日 24:04 - 25:34）
  - 再放送2009年4月12日 15:30-17:00 関東ローカルのみ
- 『バラエティーニュース キミハ・ブレイク　飛び出せ!科学くんスペシャル』（2009年9月15日 19:55 - 21:48）
- 『飛び出せ!科学くん 驚愕!最凶の危険生物大図鑑スペシャル』（2009年10月11日 19:00 - 20:54）
  - ゲスト：宮崎哲弥、森泉